# George Frendo
George Anthony Frendo (Curmi, 4 aprile 1946) è un arcivescovo cattolico maltese, dal 30 novembre 2021 arcivescovo emerito di Tirana-Durazzo.

## Biografia
Entrato nell'Ordine dei frati predicatori, emette la professione solenne nel 1962.
Il 7 aprile 1969 è ordinato sacerdote.
Vicario generale dell'arcidiocesi di Tirana-Durazzo dal 1998, il 7 luglio 2006 è nominato vescovo ausiliare della medesima arcidiocesi da papa Benedetto XVI come titolare di Butrinto e ricevendo poi l'ordinazione episcopale il 23 settembre dello stesso anno.
Il 17 novembre 2016 papa Francesco lo nomina arcivescovo metropolita di Tirana-Durazzo.
Il 1º maggio 2019 riceve in una solenne cerimonia presso la cattedrale di San Paolo a Tirana il massimo riconoscimento dell'Istituto Nazionale Azzurro per essere "punto di riferimento per il suo popolo, e non solo, a livello internazionale, dei valori cristiani". Nella stessa occasione è nominato membro d'onore dell'I.N.A.
Il 30 novembre 2021 papa Francesco accoglie la sua rinuncia per raggiunti limiti di età; gli succede Arjan Dodaj, fino ad allora vescovo ausiliare di Tirana-Durazzo.

## Genealogia episcopale e successione apostolica
La genealogia episcopale è:
- Cardinale Scipione Rebiba
- Cardinale Giulio Antonio Santori
- Cardinale Girolamo Bernerio, O.P.
- Arcivescovo Galeazzo Sanvitale
- Cardinale Ludovico Ludovisi
- Cardinale Luigi Caetani
- Cardinale Ulderico Carpegna
- Cardinale Paluzzo Paluzzi Altieri degli Albertoni
- Papa Benedetto XIII
- Papa Benedetto XIV
- Papa Clemente XIII
- Cardinale Enrico Benedetto Stuart
- Papa Leone XII
- Cardinale Chiarissimo Falconieri Mellini
- Cardinale Camillo Di Pietro
- Cardinale Mieczysław Halka Ledóchowski
- Cardinale Jan Maurycy Paweł Puzyna de Kosielsko
- Arcivescovo Józef Bilczewski
- Arcivescovo Bolesław Twardowski
- Arcivescovo Eugeniusz Baziak
- Papa Giovanni Paolo II
- Arcivescovo Rrok Kola Mirdita
- Arcivescovo George Anthony Frendo, O.P.

La successione apostolica è:
- Vescovo Gjergj Meta (2017)
- Arcivescovo Giovanni Peragine, B. (2017)
- Arcivescovo Arjan Dodaj, F.D.C. (2020)

## Opere
- (EN) James Pettifer e Mentor Nazarko, State-Religion Relations in Transition Albania / Ilir Kulla, in Giulio Andreotti e George Frendo! (a cura di), Strengthening religious tolerance for a secure civil society in Albania and the Southern Balkans, NATO science for peace and security series (E,, Human and societal dynamics), vol. 27, Amsterdam ; Washington, DC, IOS Press, 2009,  xv, 139, ISBN 9781586037796, OCLC 212626996. Ospitato su archive.is. (George Frendo, Religions and religious tolerance, Studia Bobolanum. 2009)